# Hydractinia minima
Hydractinia minima är en nässeldjursart som först beskrevs av Trinci 1903.  Hydractinia minima ingår i släktet Hydractinia och familjen Hydractiniidae. Inga underarter finns listade i Catalogue of Life.